# Бондарь, Римма Дмитриевна
Ри́мма Дми́триевна Бо́ндарь (12 ноября 1937, с. Ильино, Великолукская область[уточнить], РСФСР — 18 октября 2011, Одесса, Украина) — советский историк, археолог-антиковед. Кандидат исторических наук, доцент кафедры древнего мира и средних веков Одесского государственного университета.

## Биография
Р. Д. Бондарь родилась 12 ноября 1937 года.
В 1959 году окончила исторический факультет Одесского государственного университета.
В 1969—1972 годах — аспирант Института археологии АН СССР.

### Карьера
В 1962—1969, 1973—1974 годах — старший научный сотрудник Одесского археологического музея АН Украинской ССР.
В 1975 году в Институте археологии АН СССР защитила диссертацию «Строительное дело Нижнедунайского лимеса (Нижняя Мезия, Дакия в I—II вв. н. э.)» на соискание учёной степени кандидата исторических наук.
С 1974 года — старший преподаватель, с 1978 года — доцент кафедры истории древнего мира и средних веков Одесского государственного университета имени И. И. Мечникова.
Умерла 18 октября 2011 года в Одессе.

## Научная деятельность
Сфера научных интересов
Античная археология, история и археология римских провинций Нижняя и Верхняя Мезия, Дакия, нижнедунайский лимес, фракийский гальштат, гето-дакийская культура, античная нумизматика.
Автор более 40 научных работ.
Участие в археологических экспедициях
- Роксоланская археологическая экспедиция Одесского университета под руководством С. Синицына — 1958—1961.
- Тирская археологическая экспедиция под руководством А. И. Формаковского (Киев) — 1962.
- Раскопки у села Южное — Отряд Одесского археологического музея под руководством А. Г. Сальникова — 1962.
- Орловская археологическая экспедиция Одесского археологического общества под руководством И. Д. Головко — 1963, 1964—1993 (с перерывами).
- Пруто-Днестровская экспедиция под руководством Г. Б. Федорова (Москва) — 1967, 1968.
- Днестровско-Дунайская археологическая экспедиция под руководством Н. М. Шмаглия (Киев) — 1968.
- Таманский археологическая экспедиция Академии наук СССР (Москва) — 1969.

### Избранные труды
- Некоторые проблемы нижнедунайского лимеса // Вестник древней истории. 1973, № 3.
- Городище у с. Орловка // Археология СССР. Античные государства Северного Причерноморья. — М.: Наука, 1984.
- О дунайском лимесе провинции Нижняя Мезия // «Древнее Причерноморье», чтения памяти профессора П. О. Карышковского, 2-я, юбилейная конференция. / Отв. ред. — А. Г. Загинайло; ОГУ им. И. И. Мечникова. — Одесса, 1991. — С. 8—9.

## Награды
- Отличник образования Украины (1999)[1].